# 碳硼烷酸

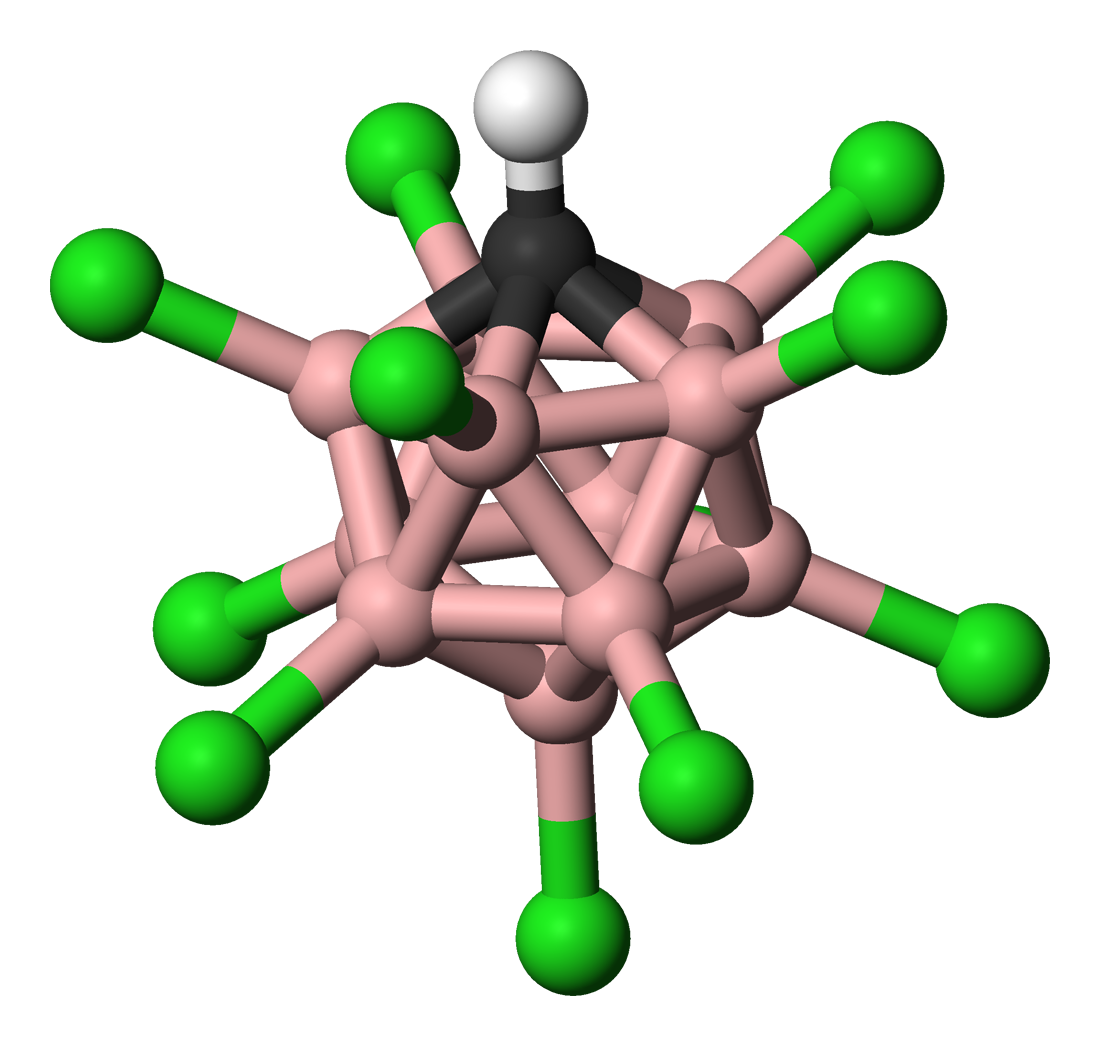
碳硼烷酸根的球棒模型。
用色：氫－白、氯－綠、硼－粉紅、碳－黑

碳硼烷酸（化學式：H(CHB11Cl11)）為一種超強酸，是最強的單一分子酸，酸性為硫酸的一百萬倍、氟磺酸的數百倍。

## 歷史
2004年，美國加州大學河濱校區（UC Riverside）的Chris Reed團隊首先合成出碳硼烷酸。

## 特性
造成碳硼烷酸超強酸性的原因，是由於其共軛鹼CHB11Cl11−非常穩定，而且具有高電負性的氯取代基，能有效分散負電荷。而外側的氯包覆碳硼烷核心，使碳硼烷酸根非常安定，不易與其他化學物質反應。
氟化的碳硼烷酸，H(CHB11F11)远比氯化的碳硼烷酸的酸性强。它能够质子化二氧化碳，形成桥接的[H(CO2)2]+，使它的酸性变得更强。相比之下，CO2被HF-SbF5 或 HSO3F-SbF5质子化的速率不可见。
碳硼烷酸雖然酸性強，但不具強烈的腐蝕性與氧化性。混合酸如魔酸、氟銻酸酸性更強，但會生成氟離子造成副反應，而且產生的氫氟酸成分會腐蝕玻璃，造成使用上的困難。而且氟會攻擊富勒烯，故H(CHB11Cl11)成為已知唯一能質子化富勒烯但不會將其分解的酸，能與富勒烯形成1：1的鹽類。

## 用处
碳硼烷酸有许多可能的应用。  例如，已经提出将它们用作碳氢化合物的裂化和 n-烷烃的异构化以形成支链异烷烃（例如异辛烷）的催化剂。  碳硼烷酸也可用作精细化学合成的强选择性布朗斯特质子酸，其中碳硼烷酸阴离子的低亲核性可能是对反应有利的。  在机械有机化学中，它们可用于反应性阳离子中间体的研究。 在无机合成中，其极强的酸性可允许分离奇异物种，例如氙氢离子的盐。